# 渡辺政綱
渡辺 政綱（わたなべ まさつな、天文13年（1544年） - 慶長元年5月25日（1596年6月20日））は、戦国時代の武将。通称半十郎、新左衛門。

## 略歴
渡辺高綱の次男。永禄2年（1559年）より徳川家康に仕えた。永禄5年（1562年）、東三河の戦いにおいて手柄を立てた。
後に姉川の戦い、三方ヶ原の戦い、天方城攻めでも軍功を立て首級を得た 。
天正3年（1575年）の長篠の戦いでは真田信綱を討ち取った。
天正19年（1591年）、武蔵国入間川村にて400石を賜る。慶長元年（1596年）5月25日死去。享年53。法名休岳 。子に渡辺秀綱。